# Araki Murashige
Araki Murashige (荒木村重?) fue un samurái del período Sengoku de la historia de Japón. 
Murashige fue vasallo de Oda Nobunaga y peleó en contra de Mōri Terumoto, pero fue acusado por Akechi Mitsuhide de traición por lo que decidió refugiarse en el Castillo Itami. En el castillo resistió un asedio de un año de duración y cuando el castillo cayó decidió huir.
No se sabe con certeza cual fue su destino ni su fecha de fallecimiento.